# Листвяжка (приток Имгыта)
Листвяжка — река в России, протекает по Тюменской области. Устье реки находится в 237 км по правому берегу реки Имгыт. Длина реки составляет 57 км. Высота устья — 84 м над уровнем моря. Высота истока — 115 м над уровнем моря. Площадь водосборного бассейна — 414 км².

## Данные водного реестра
По данным государственного водного реестра России относится к Иртышскому бассейновому округу, водохозяйственный участок реки — Иртыш от впадения реки Тобол до города Ханты-Мансийск (выше), без реки Конда, речной подбассейн реки — бассейны притоков Иртыша от Тобола до Оби. Речной бассейн реки — Иртыш.